# Hüttenwerke Krupp Mannesmann

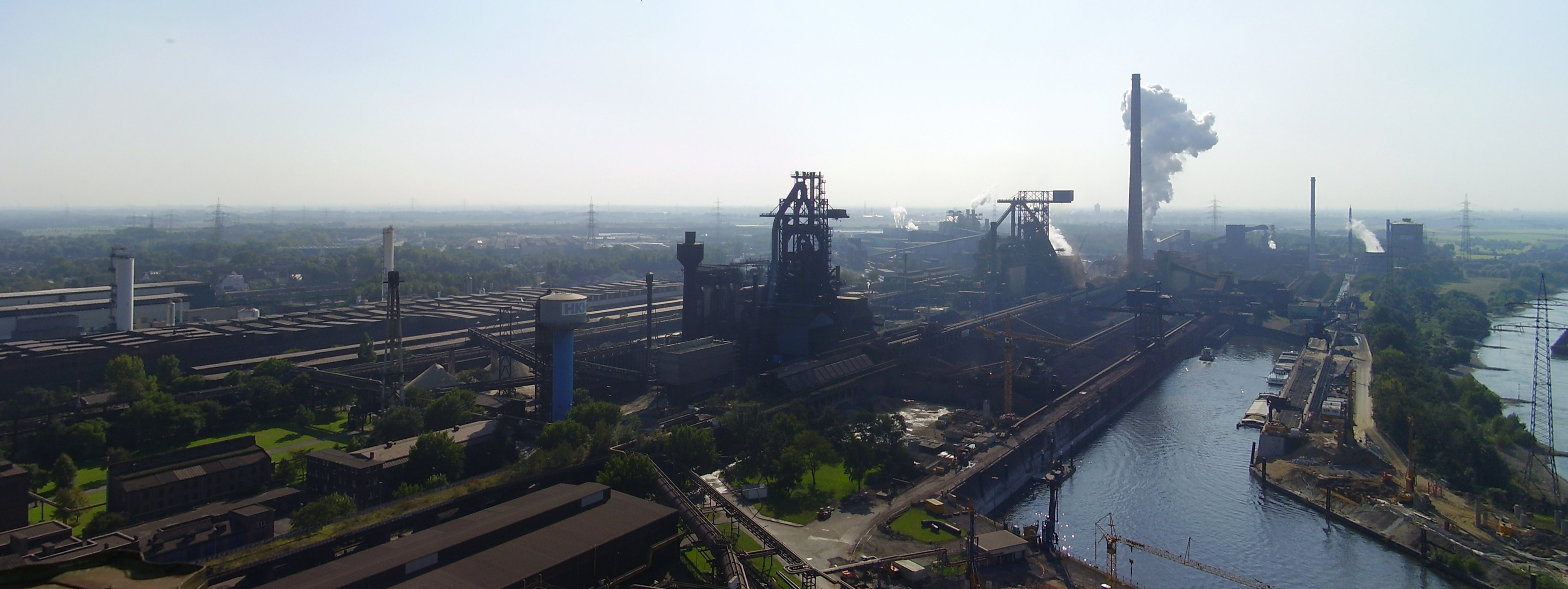
Hüttenwerke Krupp Mannesmann

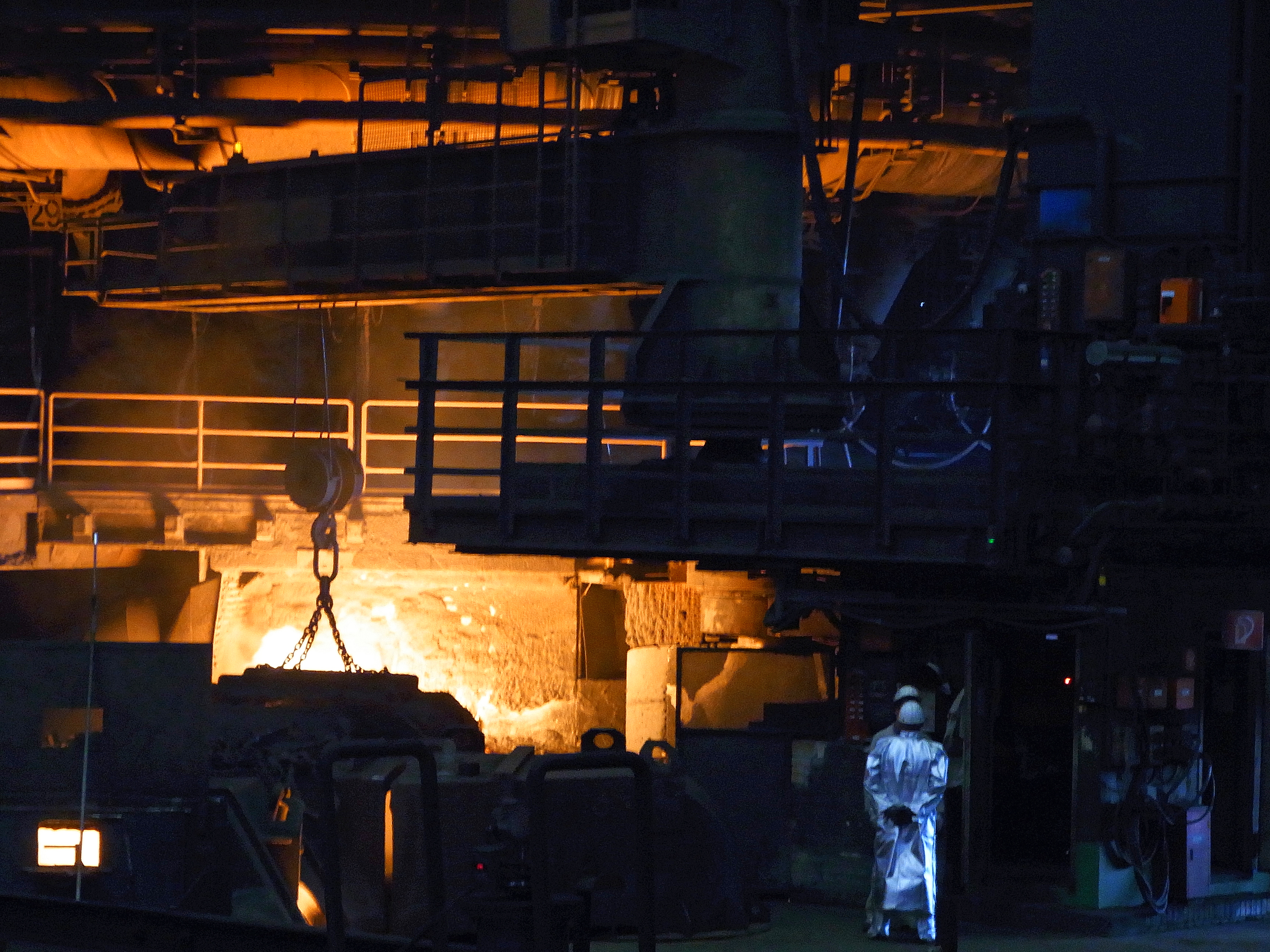
Abstich am Hochofen

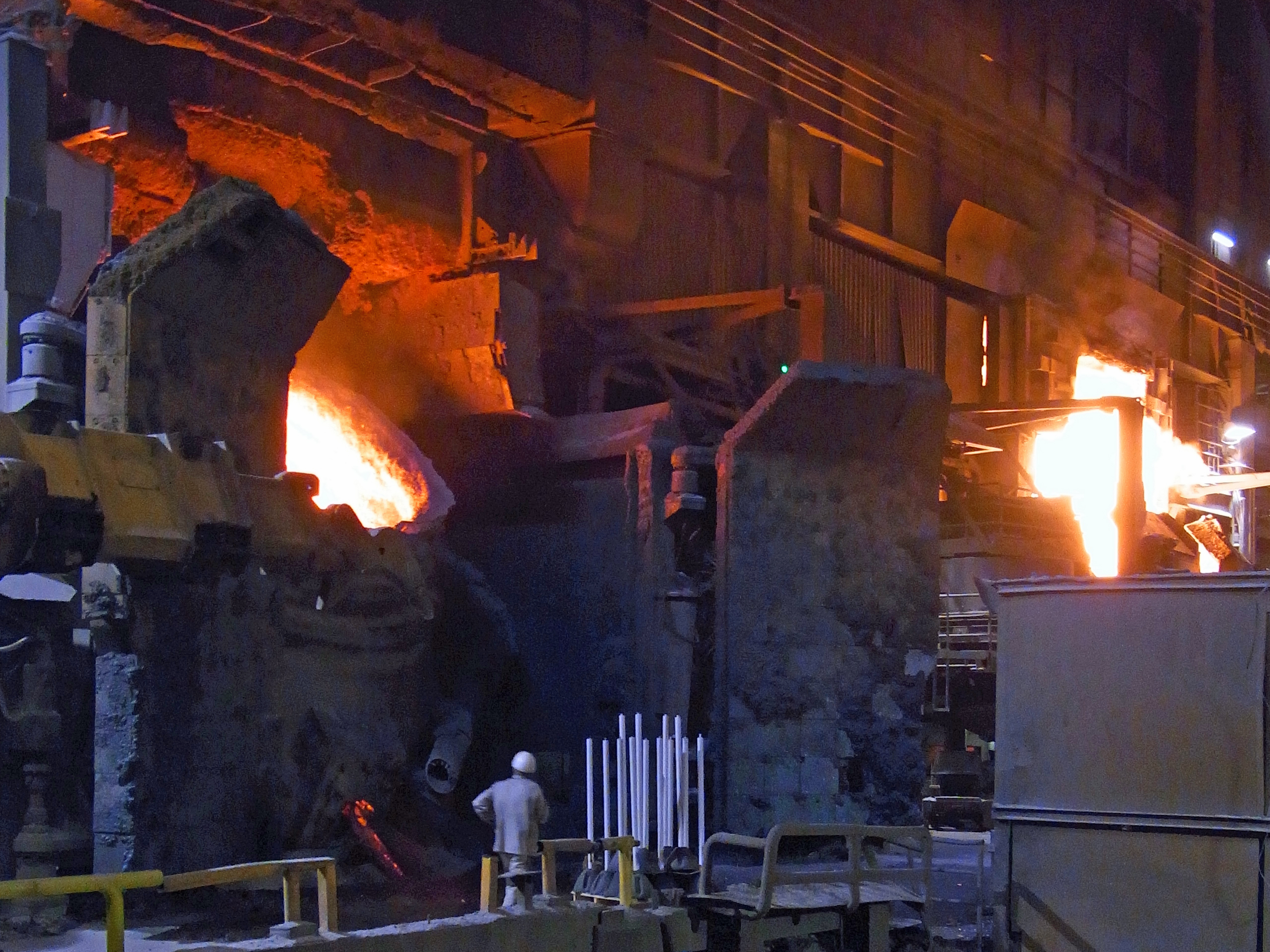
An den Konvertern

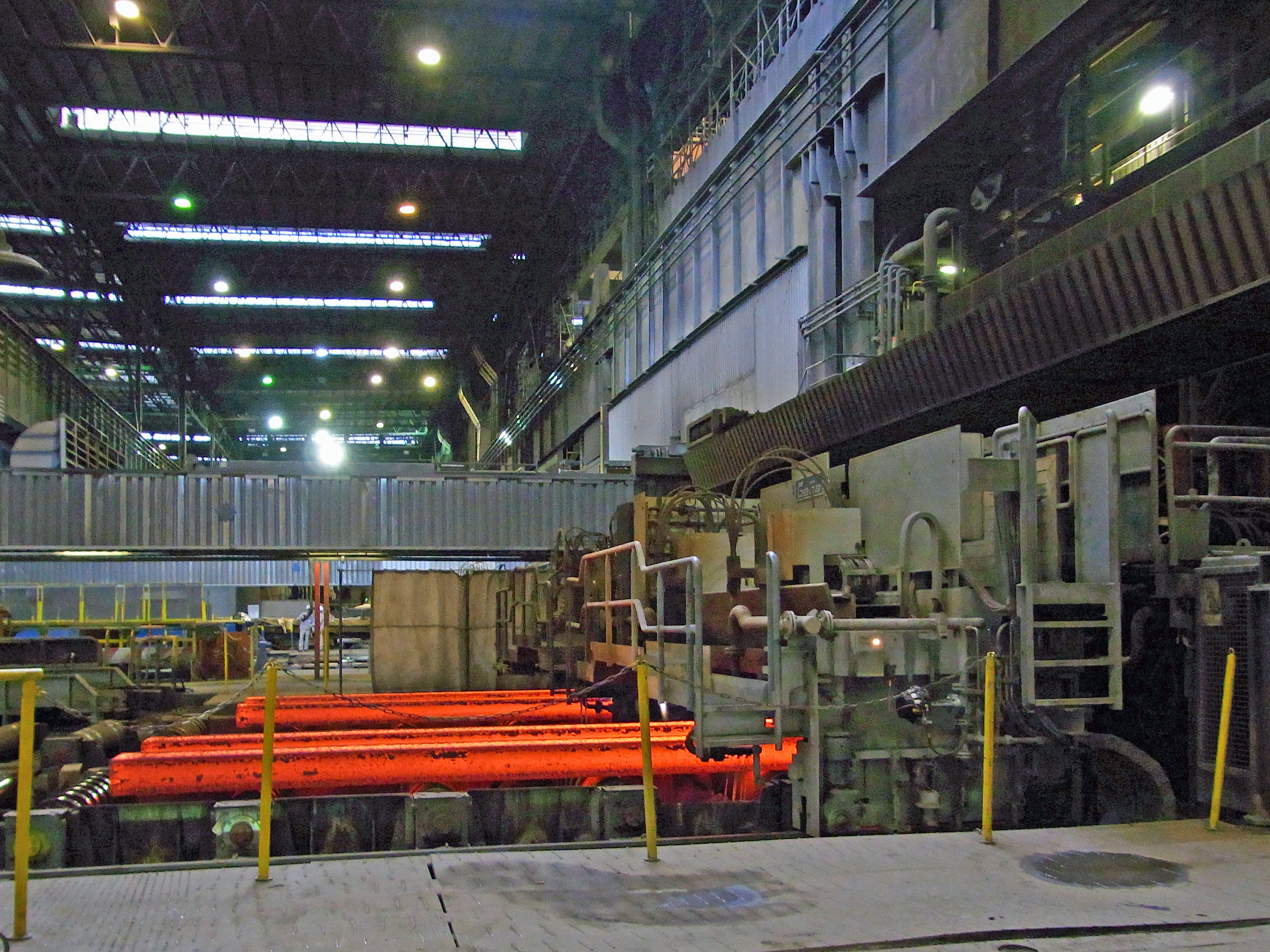
Brammenfertigung

Die Hüttenwerke Krupp Mannesmann GmbH (HKM) ist ein in Duisburg-Hüttenheim ansässiges integriertes Hüttenwerk.

## Vorgängerunternehmen
Im Duisburger Süden wurde vom Essener Unternehmen Schulz-Knaudt im Jahr 1909 ein Siemens-Martin-Stahlwerk mit drei Öfen von je 40 Tonnen Abstichgewicht gebaut. Die Jahresproduktion betrug damals etwa 110.000 Tonnen Rohstahl. Im Jahr 1914 fusionierte Mannesmann mit Schulz-Knaudt, welche fortan als Abteilung Schulz-Knaudt geführt wurde, der Konzern besaß somit auch dieses Werk in der damaligen Gemeinde Huckingen (heute Stadtteil Duisburg-Hüttenheim) und benannte es 1932 in Heinrich-Bierwes-Hütte um, dieser war von 1920 bis 1934 Generaldirektor und Vorstandsvorsitzender der Mannesmann-Werke und wechselte danach in den Aufsichtsrat.
Krupp und Mannesmann beschlossen Ende 1987 die Zusammenführung ihrer beiden Duisburger Stahl-Standorte in Hüttenheim und Rheinhausen auf dem Gelände der Hüttenwerke in Duisburg-Hüttenheim. Der andere Standort, das Hüttenwerk Rheinhausen, wurde 1993 geschlossen.

## Gesellschafter
Die Gründung erfolgte 1990 durch die Gesellschafter Mannesmannröhren-Werke AG und Krupp Stahl AG mit jeweils 50 % Anteilen.
Seit dem Jahr 2005 ist die Gesellschafterstruktur:
- Thyssenkrupp Steel Europe AG 50 %
- Salzgitter Mannesmann GmbH 30 %
- Vallourec Deutschland 20 %.

## Produktion
Im Jahr 2007 erzeugten die Hüttenwerke Krupp Mannesmann GmbH in Duisburg-Huckingen mit im Durchschnitt 3.116 Beschäftigten (Gesamtbelegschaft) aus Eisenerz und Kohle 5,53 Millionen Tonnen Rohstahl. Das sind etwa 12 % des in Deutschland hergestellten Rohstahls.
Der Stahl wird bei HKM zu Brammen mit Breiten bis circa 2,1 Meter (z. B. für die Produktion von Großrohren und Karosserieaußenteilen) oder zu Rundstahl mit Durchmessern von 180 bis 430 Millimetern mit maximaler Länge von 14 Metern (z. B. zur Herstellung nahtloser Rohre für verschiedene Ansprüche und für Schmiedezwecke) vergossen.
Der Aufsichtsrat stellte am 20. April 2006 der Geschäftsleitung eine Investitionssumme von 40 Millionen bereit, um eine Kohleeinblasung an Stelle der Schweröleinblasung im Hochofen zu installieren. HKM kalkulierte bei der damaligen Differenz zwischen Kohle- und (Schwer-)Ölpreis mit einem Kostenvorteil von ca. 50 Millionen Euro jährlich, so dass sich die Umrüstung innerhalb von ca. 10 Monaten bezahlt machen sollte.
Im September 2010 wurde die Investition von 400 Millionen Euro für die bereits seit längerem geplante Erweiterung der Kokerei bekanntgegeben. Mit dem Bau einer zweiten Batterie sollte die Jahresproduktion von 1,1 Millionen Tonnen auf 2,3 Millionen Tonnen Koks gesteigert werden und über den Eigenbedarf hinaus auch die Gesellschafter mit 500.000 Tonnen Koks pro Jahr versorgen. Dies war die bis dato größte Einzelinvestition in der Firmengeschichte. Ausführender Generalunternehmer war der Anlagenbauer ThyssenKrupp Uhde GmbH. Die neue Anlage wurde am 29. März 2014 erfolgreich in Betrieb genommen.
Ende 2016 wurde für 120 Millionen Euro der Hochofen B neu zugestellt.

## Sonstiges
Das Hüttenwerk Krupp Mannesmann beliefert das Kraftwerk Duisburg-Huckingen mit Kokerei- und Gichtgas. Der große Kamin des Hüttenwerk Krupp Mannesmann ist – zusammen mit dem Stadtwerketurm – das dritthöchste Bauwerk in Duisburg (nach den beiden Kaminen der Sinteranlage des ThyssenKrupp-Stahlwerk Duisburg-Schwelgern und dem Kamin des Kraftwerks Duisburg-Walsum).
Auf dem Gelände des Hüttenwerks befinden sich das denkmalgeschützte Haus Angerort und zwei Winkeltürme.
Am 17. Oktober 2013 wurden die Betriebsräte der Hüttenwerke Krupp Mannesmann GmbH im Rahmen des Deutschen BetriebsräteTages für ihr Engagement um die Förderung der Gleichstellung im Betrieb, im Zusammenhang mit der von ihnen initiierten Einsetzung eines Ausschusses für Migration, Integration und Gleichstellung, mit dem Deutschen Betriebsräte-Preis 2013 in Bronze ausgezeichnet.
Die Hüttenwerke Krupp Mannesmann führten über Jahre Umlagen nach dem Erneuerbare-Energien-Gesetz (EEG) nicht ab, sie griffen dabei auf ein sogenanntes Scheibenpachtmodell zurück, das eine Gesetzeslücke ausnutzt, um die EEG-Umlage zu umgehen.